# Monument et ossuaire monumental aux défenseurs de Belgrade 1914-1918
Le monument et l’ossuaire monumental aux défenseurs de Belgrade est un monument commémoratif de la Première Guerre mondiale à Belgrade, situé au nouveau cimetière de Belgrade.

## Histoire
Pendant la Première Guerre mondiale Belgrade fut la première capitale bombardée. En souvenir des actes héroïques de ses défenseurs, le maréchal Louis Franchet d'Espèrey a décoré la ville de la Légion d’honneur française.
En 1931, treize ans après la guerre, les restes des défenseurs ont été déterrés et déplacés dans l’ossuaire monumental érigé au nouveau cimetière de Belgrade. Les restes de soldats tués au cours des guerres balkaniques y ont également été transférés. Le monument et l’ossuaire ont été financés par des contributions volontaires de vétérans réunis dans l'Association des officiers de réserve et des soldats, l'association des anciens combattants la plus puissante dans le royaume de Yougoslavie, qui, pas ses nombreuses activités, travaillait pour préserver la mémoire aux soldats tombés, ainsi qu’à l'amélioration de la situation des survivants, de même que les municipalités de Belgrade, et cela à la l'endroit où se trouvait auparavant le cimetière militaire serbe. Le monument comprend une inscription : « Aux défenseurs de Belgrade l'Association des officiers de réserve et des guerriers en 1931 ».

## Auteurs
L'auteur du projet de monument et d’ossuaire aux défenseurs de Belgrade 1914-1918 était un célèbre architecte et sculpteur, un émigré russe, Roman Verkhovskoï, les sculptures sont de Verkhovskoï et des sculpteurs Zivojin Lukić et Vladimir Pavlovitch Zagorodniouk, lui aussi Russe. Roman Verkhovskoï était aussi un vétéran de la Première Guerre mondiale, et quand il est venu en Serbie au début de la troisième décennie du XXe siècle, il a travaillé dans l’administration du palais, au ministère de la Construction et il était aussi concepteur indépendant.

## Apparence
Le monument et l’ossuaire monumental aux défenseurs de Belgrade de 1914 à 1918, situés au point du cimetière le plus élevé, est un complexe de bâtiments. Il est d’une hauteur de 19,40 mètres et le massif central est élevée à une hauteur de 10 mètres. L’ossuaire a été construit en premier en 1931, une décennie après la décision relative à sa construction et dans celui-ci, reposent les restes de 3 529 combattants identifiés et 1 074 non identifiés. Les restes des combattants identifiés sont logés chacun dans une urne séparée portant le nom du défunt, tandis que les combattants non identifiés reposent dans une crypte séparée dans l'ossuaire.[réf. nécessaire]
Le monument, qu'on approche par l’escalier, s'élève au-dessus de l’ossuaire. Le piédestal est un monolithe, dont l'auteur est Roman Verkhovskoï. Il porte les armes de l'ancien du royaume de Serbie, ce qui est le seul exemple à Belgrade pendant la période entre les deux guerres. L’aigle serbe à deux têtes sculpté est d’une forme réduite, sans le traitement de détails. Sur le monument domine la figure d’un soldat serbe le fusil à la main, prêt à défendre son pays, symbolisé par le drapeau émergeant de la roche. Trois croix qui apparaissent sur le monument – la croix sur le haut du drapeau, l'attitude des soldats sous la forme de la croix, et la croix sur le monument lui-même sont le symbole universel de la souffrance. Au pied du monument est située l'énorme figure d'un aigle blessé mortellement avec des griffes soulevées et des ailes repliées. L'aigle incarne l'ennemi vaincu, qui se trouve sur les drapeaux posés – tombés, aussi comme un symbole de la victoire sur l'ennemi. Les chaînes cassées représentent la libération de notre peuple de l'esclavage. Elles ont été coulées en bronze noir en contraste avec l’aigle dérivé d'une pierre claire, qui est un symbole de la paix, la liberté et la justice, et cela représente ensemble la victoire du bien sur le mal. Un autre ajout intéressant au monument est le canon original, placé au milieu de la composition. Cette pratique, l'incorporation d’un véritable canon dans les monuments à caractère commémoratif, symbolise de la façon la plus directe, le caractère guerrier. Le concept même d'un monument sous la forme de « roche » ou « montagne » était populaire dans l'iconographie de l'époque, et en ce sens Verkhovskoï respectait en tout le concept traditionnel des monuments commémoratifs.

## Emplacement
Au moment d'ériger le monument et l’ossuaire commémoratif aux défenseurs de Belgrade 1914-1918 a été lancée la controverse liée à son emplacement, et l'auteur de monuments Roman Verkhovskoï, ainsi que de nombreux artistes, y compris le peintre, le critique d'art, le professeur et le doyen de la faculté de génie de l’université de Belgrade Branko Popović, se sont opposés à la décision d'élever ce monument dans le cimetière, au lieu d’obtenir sa place à l'une des places de la capitale. Cependant, le désaccord public avec cette décision n'a pas changé le sort du monument et son endroit déterminé. Le jour de l'armistice, le 11 novembre 1931, en présence des personnalités les plus importantes du pays, le roi Aleksandar et de la reine Maria, les membres du gouvernement royal, le patriarche Varnava, les diplomates alliés, les représentants militaires, dirigé par le général Vojislav Tomić, le commandant de Belgrade, de même que les organisateurs de ce mention, le président de la municipalité de Belgrade Milan Nešić, le vice-président et des conseillers, et le président de l'Association des officiers de réserve et des guerriers Milan Đ. Radosavljević, qui a remis le monument à la municipalité de Belgrade, a été consacré le monument et l’ossuaire commémoratif aux défenseurs de Belgrade 1914-1918.

## Importance
Le monument et l’ossuaire commémoratif aux défenseurs de Belgrade 1914-1918 sont protégés dans le cadre du nouveau cimetière, monument culturel d’une grande importance pour la république de Serbie (décision, Journal officiel de la république fédérale de Serbie, no 28 & 83).